# Kỳ giông hổ
Kỳ giông hổ, tên khoa học Ambystoma tigrinum, là một loài kỳ giông. Loài này thường có cơ thể dài 6–8 inch (15–20 cm). Chúng có thể dài đến 14 inch (36 cm). Con trưởng thành được nhìn thấy ở khu vực mở và sinh sống ở các hang sâu thường 2 foot dưới mặt đất. Con trưởng thành gần như sinh sống ở mặt đất và chỉ quay trở lại nước để sinh sản nhưng chúng cũng có thể sinh sống nửa nước nửa cạn. Chúng có khả năng bơi giỏi. Chúng cực kỳ trung thành với nơi sinh ra và sẽ di chuyển đường dài để trở lại nơi sinh. Dù chúng tự miễn dịch, chúng là loài truyền Batrachochytrium dendrobatidis, một đe dọa toàn cầu lớn cho phần lớn ếch nhái thông qua bệnh Chytridiomycosis. Chúng cũng mang ranavirus gây hại bò sát, loài lưỡng cư và cá.

## Hình ảnh

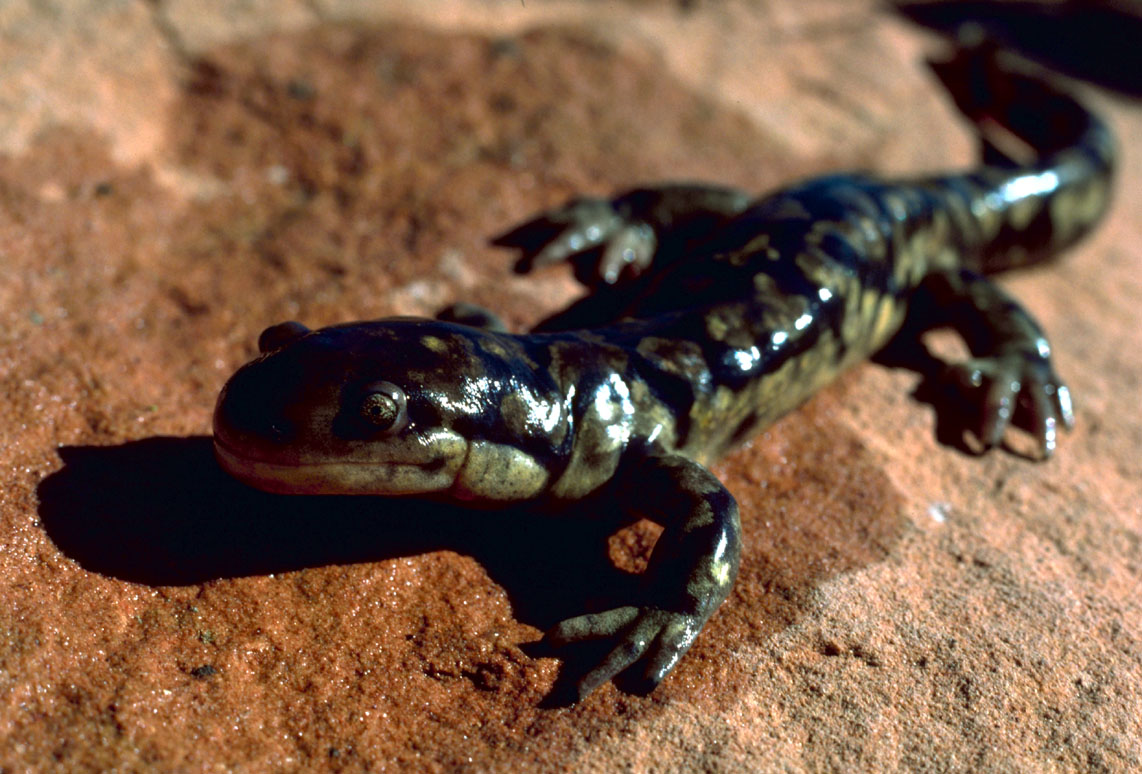
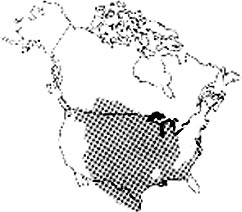
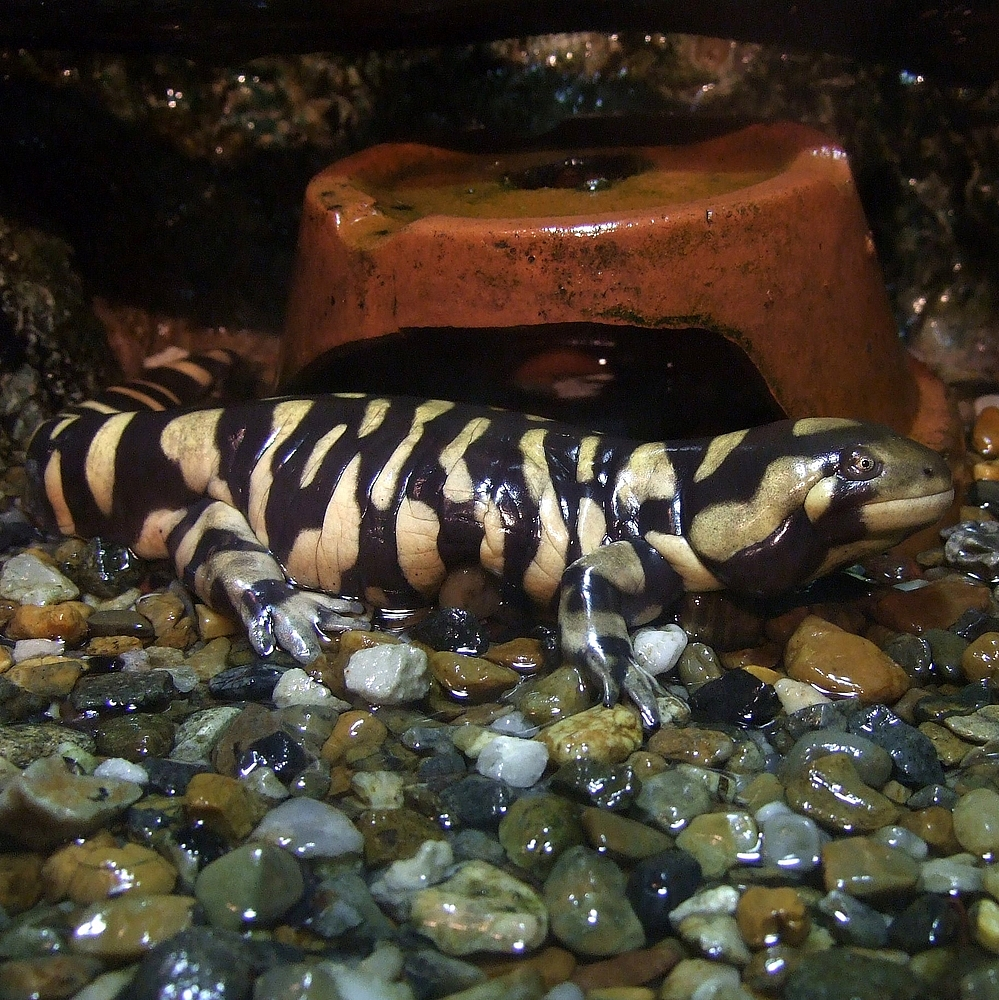
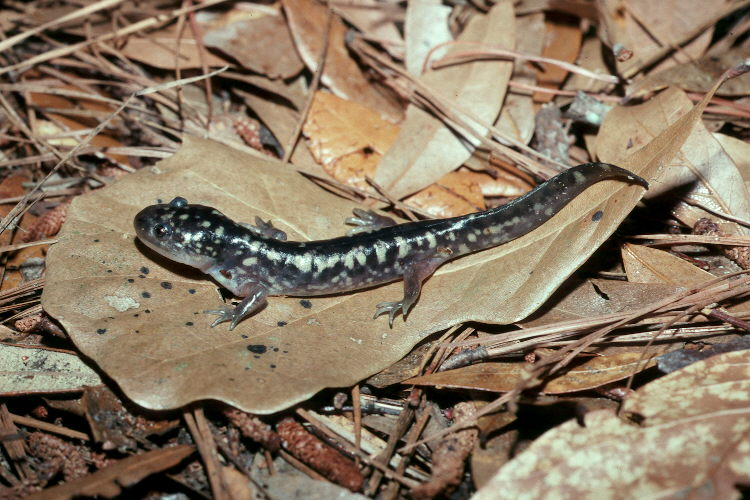